# 林西輝
林西輝（？—1865年10月28日），台灣沙連林屺埔 ( 今南投縣竹山鎮 ) 人；靠教書維生。

## 生平
同治元年（1862年）戴潮春事件爆發，為林屺埔義首。同治乙丑年（1865年）農曆九月初九日，東勢坑的戴潮春部下張阿乖、陳火生等人燒毀林圮埔街；林西輝聽到消息後，與其弟林提桑招募鄉勇對抗戴軍。之後林西輝在觀音亭前的隘門外被殺害，林提桑亦在之後被殺。